# Lincselés

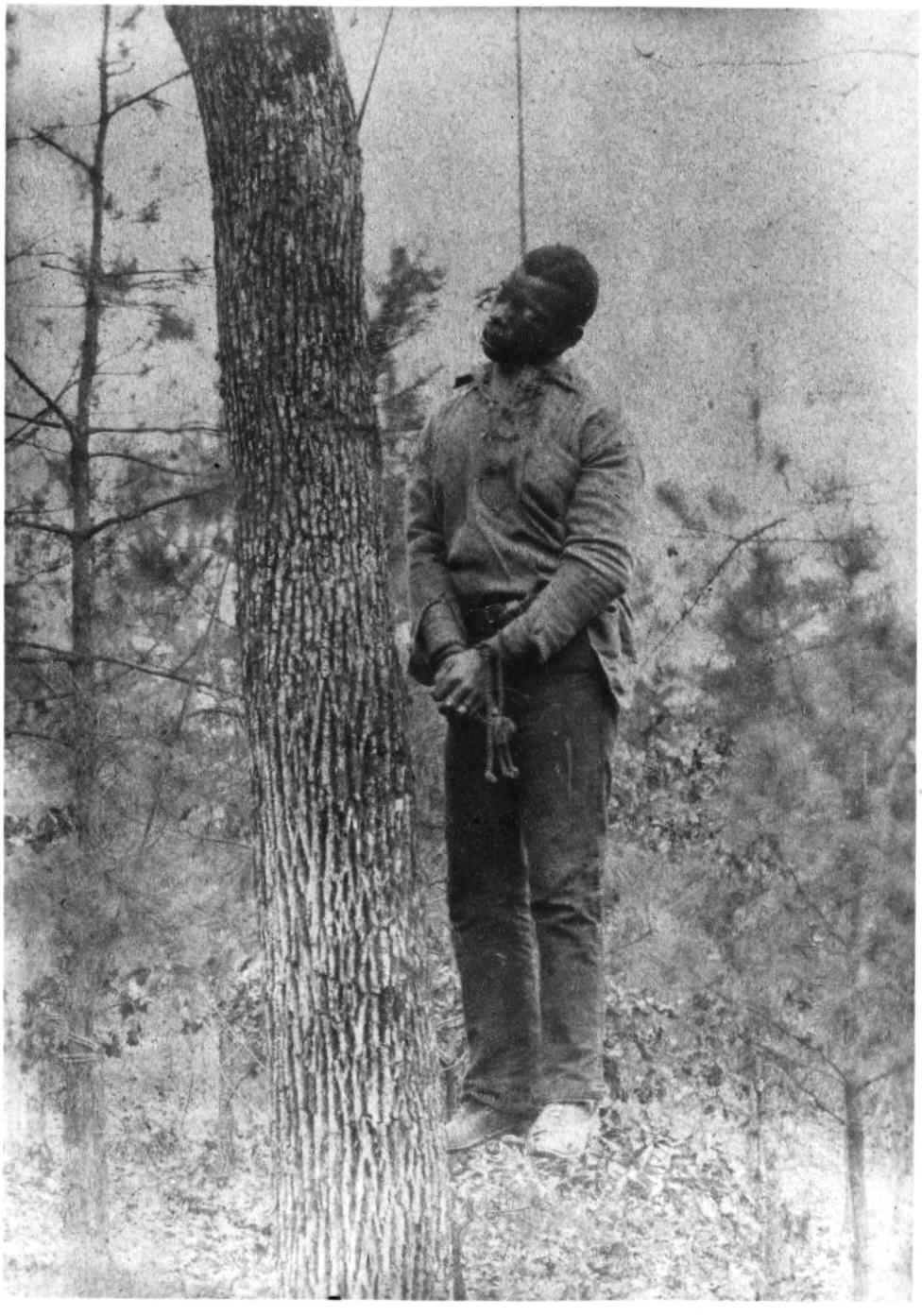
Alabamai lincselés színes bőrű áldozata (1889)

A lincselés olyan, csoportosan elkövetett erőszakos cselekedet, amely általában gyilkosságot, kivégzést jelent és az elkövetői a jogi rendszeren kívüli, jogos büntetésnek tekintenek, s amelyet a hatályos törvények ellenében, azokat figyelmen kívül hagyva, önhatalmúlag követnek el. A lincselés áldozatai gyakran a közösség szélére szorított emberek.
A „lincstörvény” a világ olyan közösségeiben fordul elő, ahol a kormány gyenge, vagy a törvénykezés kiforratlan stádiumban van. A lincstörvényt a támogatói gyakran azzal igazolják, hogy szociális, morális igazságot tesznek a jogi rendszer késedelmeit és hatékonysági hiányosságait kikerülve. Ilyen értelemben a francia forradalom terrorjára emlékeztet, amelyet azzal támasztottak alá, hogy: „A terror nem más, mint gyors és tévedhetetlen igazságtétel.”

## A szó eredete
A „lincselés” szó az angolban 1835 óta fordul elő írásban, amely a korábbi Lincs-törvény (1811) kifejezésből származtatott ige. A lincs-törvény eredete William Lynch vagy Charles Lynch nevéhez kötődik, aki a virginiai törvényhozással 1782. szeptember 22-én megkötött egyezmény értelmében törvényszegőket üldözhetett és büntethetett Pittsylvania megyében, a törvényes eljárások mellőzésével. Lynch viszonylag enyhe ítéleteket kiszabó, katonai rögtönítélő bíróságok felállításáról volt híres, nevét alaptalanul alkalmazták a déli államokban a fekete bőrűek életét kioltó tömegvérengzésekre.
Egyéb eredetmagyarázatok: Pelle János: Mr. Lynch és átkos öröksége

## Történelem

### Megkövezés

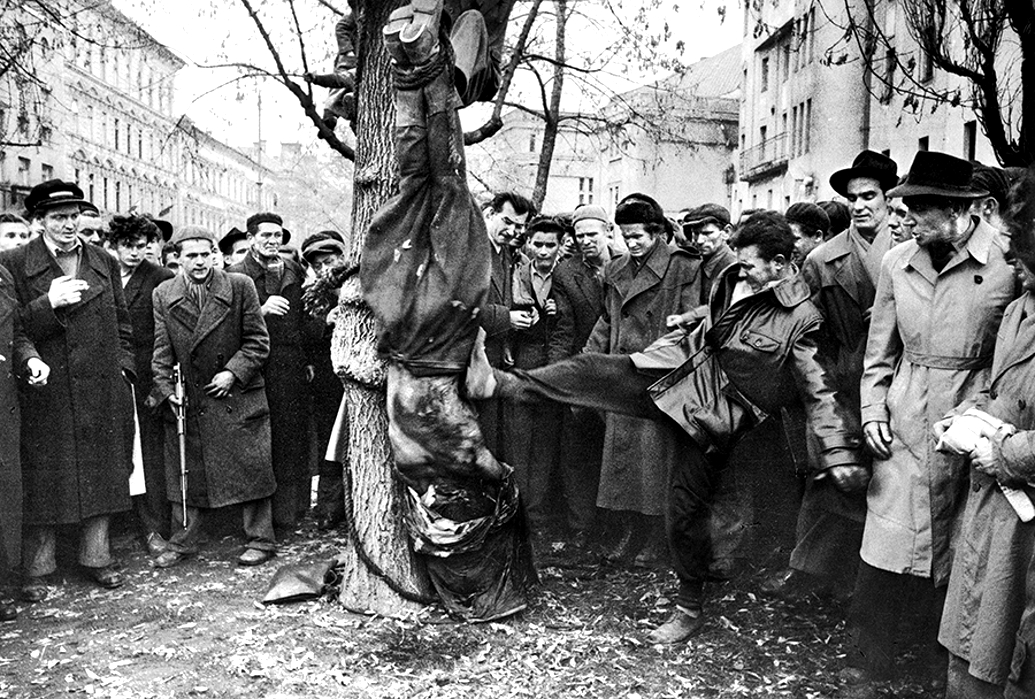
Elek László ÁVH-s sorkatona meglincselése a Köztársaság téren 1956 októberében.

A megkövezés az ókor óta alkalmazott gyakorlat. Görögök, rómaiak, keresztények, muszlimok, zsidók történelmében egyaránt fellelhető a nyoma e kivégzési formának. Számos helyen ma is alkalmazzák, lásd az iráni, gyakran nők ellen irányuló megkövezéseket, illetve az Amnesty International.hu-n található nyilatkozatot a megkövezésről.
Bár történelmileg a lincselés későbbi keletű jelenség, a megkövezés a lincselés egyik formájának, egyenrangú előzményének felel meg, visszamenőleg is. A felbőszült tömeg halálos ítéletet hirdet és hajt végre helyben egy a közösségből kitaszított személlyel szemben. 
Ilyen lincselések történtek meg 1956. október 23. után több településen is hazánkban. Pl.: "Október 26-án reggel nagy tömeg gyűlt össze a városközpontban a rendőrkapitányság előtt az előző napokban letartóztatottak szabadon bocsátását követelte. Az épület első emeletéről a rendőrfőnök, Gáti Gyula feleségével és számos ÁVH-s tiszttel együtt géppuskatüzet nyitott rájuk és kézigránátokat hajított a tömegbe. Tizenhat ember halt meg. Az épület földszintjén tartózkodó rendőrök azonban átadták fegyvereiket a bányászokból, munkásokból és diákokból álló tömegnek, amely betört az épületbe és több ÁVH-s tisztet foglyul ejtett. A rendőrfőnököt és több tiszttársát a tömeg megverte, közülük hatot vagy hetet pedig "borzalmas módon" meglincseltek, de Gáti terhes feleségét néhány diák megmentette a tömeg dühétől."

### USA

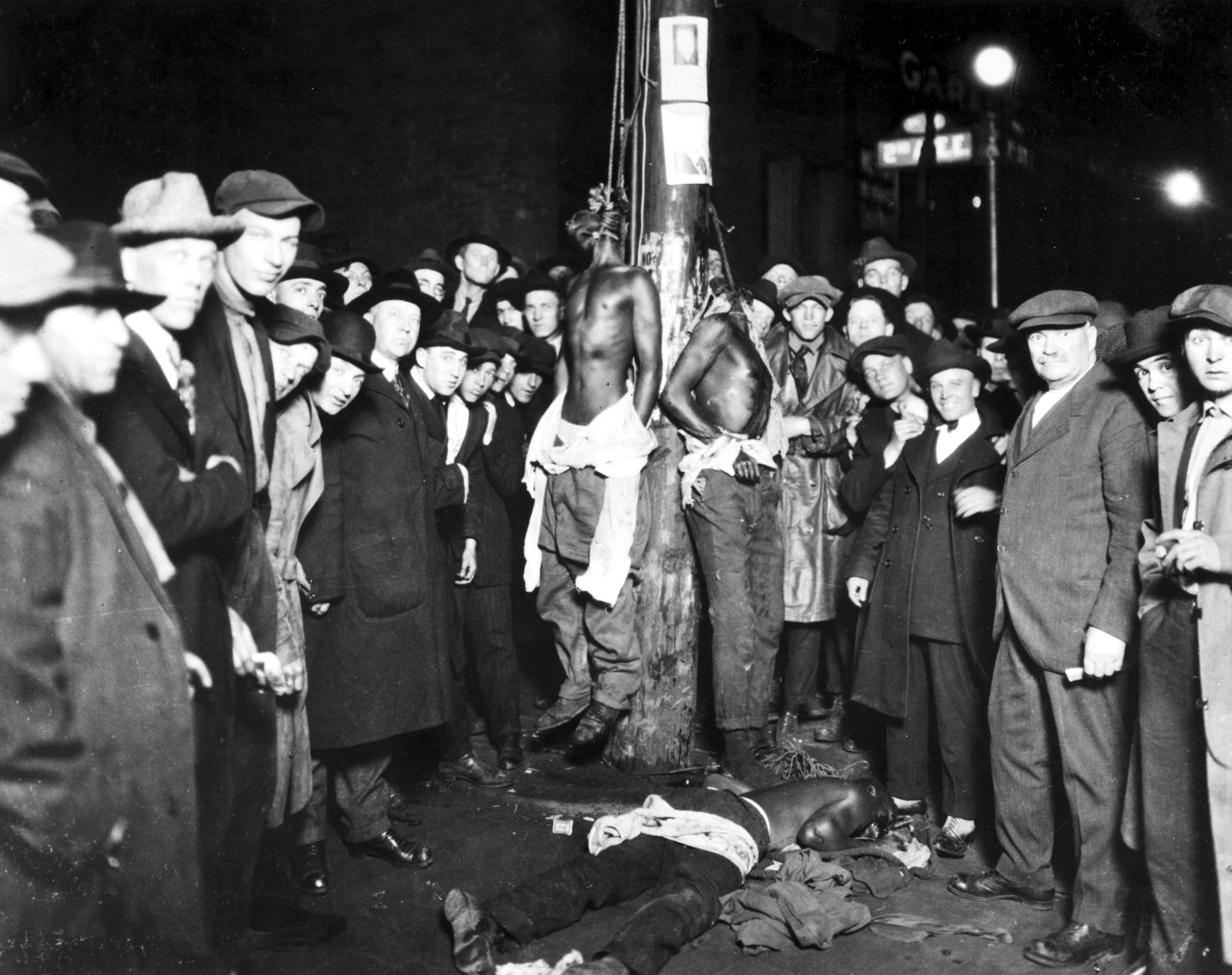
Duluth, Minnesota, 1920 június 15

Lincselés az Egyesült Államok déli államaiban (vagyis az egykori konföderációs államokban) fordult elő, főleg a 19. században és a 20. század első felében, ahol elsősorban afroamerikaiak váltak ilyen inzultusok áldozataivá; akár olyan gyerekkorú személyek is, mint például Emmett Till, akinek a meggyilkolása jelentősen hozzátett a helyi polgárjogi követelések megerősödésében. Ilyen cselekedetekben élen járt az olyan fajgyűlölő csoport, mint a Ku-Klux-Klan.